# Coupe du Maroc de football 1969-1970
 (avril 2024).
Si vous disposez d'ouvrages ou d'articles de référence ou si vous connaissez des sites web de qualité traitant du thème abordé ici, merci de compléter l'article en donnant les références utiles à sa vérifiabilité et en les liant à la section « Notes et références ».
Navigation
Édition précédente Édition suivante
La Coupe du Maroc de football 1969-1970 représente la 64e édition de la Coupe du Trône.
Le WAC remporte la coupe au détriment de la RSS sur le score de 1-0 grâce au but du joueur Zahid au cours de la finale jouée au Stade d'honneur à Casablanca. Le Wydad Athletic Club remporte ainsi cette compétition pour la toute première fois de son histoire footballistique.

## Déroulement

### Huitièmes de finale
| Équipe 1      | Équipe 2       | Résultat |
| KAC Marrakech | SCC Mohammédia | 0 - 2    |
| Kénitra AC    | IR Tanger      | 2 - 0    |
| Racing AC     | MC Oujda       | 0 - 0    |
| ASFA Rabat    | RS Settat      | 0 - 1    |
| US Kacemi     | Maghreb AS     | 0 - 1    |
| US Safi       | DH Jadida      | 1 - 3    |
| Raja CA       | AS Salé        | 4 - 1    |
| Wydad AC      | HUS Agadir     | 1 - 0    |

Match rejoué
| Équipe 1 | Équipe 2  | Résultat |
| MC Oujda | Racing AC | 2 - 0    |

### Quarts de finale
| Équipe 1   | Équipe 2       | Résultat |
| RS Settat  | MC Oujda       | 2 - 1    |
| Maghreb AS | Kénitra AC     | 0 - 0    |
| Wydad AC   | DH Jadida      | 3 - 1    |
| Raja CA    | SCC Mohammédia | 0 - 1    |

Match rejoué
| Équipe 1   | Équipe 2   | Résultat |
| Kénitra AC | Maghreb AS | 0 - 1    |

### Demi-finales
| Équipe 1  | Équipe 2       | Résultat |
| Wydad AC  | Maghreb AS     | 1 - 1    |
| RS Settat | SCC Mohammédia | 1 - 0    |

Match rejoué
| Équipe 1   | Équipe 2 | Résultat |
| Maghreb AS | Wydad AC | 0 - 1    |

### Finale
La finale oppose les vainqueurs des demi-finales, le Wydad Athletic Club face à la Renaissance Sportive de Settat, le 12 juillet 1970 au Stade d'Honneur à Casablanca.
| Coupe du Trône : Finale 1970 | Wydad AC        | 1 - 0 | RS Settat | Stade d'Honneur, Casablanca  |                              |
| 12 juillet 1970              | Zahid (20e min) |       |           | Arbitrage : Charaf Abdekebir | Arbitrage : Charaf Abdekebir |
| 12 juillet 1970              |                 |       |           | Arbitrage : Charaf Abdekebir | Arbitrage : Charaf Abdekebir |